# Rudrapur
Rudrapur est une ville indienne située dans le district d'Udham Singh Nagar dans l'État de l'Uttarakhand. En 2001, sa population était de 88 720 habitants.

## Source de la traduction
- (en) Cet article est partiellement ou en totalité issu de l’article de Wikipédia en anglais intitulé « Rudrapur » (voir la liste des auteurs).